# Aslipura, Tumkur
Aslipura là một làng thuộc tehsil Tumkur, huyện Tumkur, bang Karnataka, Ấn Độ.